# Кубок Греції з футболу 1959—1960
Кубок Греції 1959—60 — 18-й розіграш Кубка Греції.
Фінал відбувся 11 вересня (попередній матч 7 серпня) 1960 на стадіоні Георгіос Караїскакіс (Пірей). Зустрілися команди Олімпіакос та Панатінаїкос. Олімпіакос виграв з рахунком 3:0.

## Чвертьфінали
| Господарі    | Результат  | Гості              |
| ------------ | ---------- | ------------------ |
| Олімпіакос   | 4-0        | Олімпіакос Халкіда |
| Панатінаїкос | 4-0        | Нікі Волос         |
| Панеяліос    | 2-0        | Аріс               |
| Проодефтікі  | 2-2 (д.р.) | Панкорінтікос      |
| Проодефтікі  | 5-0        | Панкорінтікос      |

## Півфінал
| Господарі    | Результат  | Гості       |
| ------------ | ---------- | ----------- |
| Олімпіакос   | 3-1        | Панеяліос   |
| Панатінаїкос | 1-1 (д.р.) | Проодефтікі |
| Панатінаїкос | 3-3        | Проодефтікі |

## Фінал
| 07.08.1960 |

| Олімпіакос | 1:1 | Панатінаїкос      |
| ---------- | --- | ----------------- |
| Bebis 50'  |     | Papaemmanouil 16' |

| Георгіос Караїскакіс, Пірей Арбітр: Perez |

### Повтор
| 11.09.1960 |

| Олімпіакос                       | 3:0 | Панатінаїкос |
| -------------------------------- | --- | ------------ |
| Polychroniou 25' 35' Сідеріс 82' |     |              |

| Георгіос Караїскакіс, Пірей Арбітр: Perez |